# Bloomeria clevelandii
Bloomeria clevelandii är en sparrisväxtart som beskrevs av Sereno Watson. Bloomeria clevelandii ingår i släktet Bloomeria och familjen sparrisväxter. Inga underarter finns listade i Catalogue of Life.